# Bertoldo Schmidt Hausdorf
Bertoldo Schmidt Hausdorf (1902-1971) fue regidor, alcalde subrogante y alcalde titular (1953-1956) de la ciudad de Puerto Montt, para posteriormente asumir como Intendente Provincial en 1964. Nace en la ciudad de Puerto Octay, contrae matrimonio con Lidia Billeke en 1926 y tuvo seis hijos: Lioba, Eliana, Roque, Ramón, Ignacio y Jorge. Fue presidente departamental y comunal del Partido Conservador, vicepresidente del Club Social La Unión, presidente del Club Deportivo Magallanes, director del Consejo Regional del Banco del Estado, presidente del Centro para el Progreso y presidente de la Cámara de Comercio e Industrias de Puerto Montt. Fallece repentinamente el 22 de agosto de 1971 debido a un paro cardíaco fulminante.
- Datos: Q100307372